# Johannsenomyia interrupta
Johannsenomyia interrupta är en tvåvingeart som först beskrevs av Jean-Jacques Kieffer 1910.  Johannsenomyia interrupta ingår i släktet Johannsenomyia och familjen svidknott. Inga underarter finns listade i Catalogue of Life.